# Danh sách cầu thủ tham dự Giải vô địch bóng đá nữ U-19 thế giới 2002
Dưới đây là danh sách cầu thủ tham dự Giải vô địch bóng đá nữ U-19 thế giới 2002 diễn ra tại Canada từ 17 tháng 8 tới 1 tháng 9 năm 2002.

## Bảng A

### Canada
Huấn luyện viên: Ian Bridge
| 1  | TM | Erin McLeod            | 26 tháng 2, 1983 (19 tuổi)  | Southern Methodist       |  |  |
| 18 | TM | Jessica Hussey         | 2 tháng 9, 1983 (18 tuổi)   | Ottawa Fury              |  |  |
|    |    |                        |                             |                          |  |  |
| 2  | HV | Heather Smith          | 26 tháng 7, 1983 (19 tuổi)  | Đại học British Columbia |  |  |
| 4  | HV | Sasha Andrews          | 14 tháng 2, 1983 (19 tuổi)  | Southern Methodist       |  |  |
| 5  | HV | Robyn Gayle            | 31 tháng 10, 1985 (16 tuổi) | Oakville SC              |  |  |
| 7  | HV | Myriam Gousse          | 23 tháng 5, 1985 (17 tuổi)  | Lakeshore Lakers         |  |  |
| 8  | HV | Clare Rustad           | 27 tháng 4, 1983 (19 tuổi)  | Đại học Washington       |  |  |
| 9  | HV | Candace Chapman        | 2 tháng 4, 1983 (19 tuổi)   | Đại học Notre Dame       |  |  |
| 13 | HV | Melanie Booth          | 24 tháng 8, 1984 (17 tuổi)  | Burlington Flames        |  |  |
| 14 | HV | Christina Kahlina      | 29 tháng 3, 1983 (19 tuổi)  | Đại học Alberta          |  |  |
|    |    |                        |                             |                          |  |  |
| 3  | TV | Carmelina Moscato      | 2 tháng 5, 1983 (19 tuổi)   | Ottawa Fury              |  |  |
| 6  | TV | Amy Vermeulen          | 23 tháng 11, 1983 (18 tuổi) | Đại học Wisconsin        |  |  |
| 10 | TV | Caroline Vaillancourt  | 2 tháng 2, 1985 (17 tuổi)   | Dynamo de Québec         |  |  |
| 17 | TV | Brittany Timko         | 5 tháng 9, 1985 (16 tuổi)   | Burnaby Panthers         |  |  |
|    |    |                        |                             |                          |  |  |
| 11 | TĐ | Michelle Rowe          | 17 tháng 5, 1984 (18 tuổi)  | Calgary Blizzard         |  |  |
| 12 | TĐ | Christine Sinclair (C) | 12 tháng 6, 1983 (19 tuổi)  | Đại học Portland         |  |  |
| 15 | TĐ | Kara Lang              | 22 tháng 10, 1986 (15 tuổi) | Oakville SC              |  |  |
| 16 | TĐ | Katie Thorlakson       | 14 tháng 1, 1985 (17 tuổi)  | Đại học Notre Dame       |  |  |

### Đan Mạch
Huấn luyện viên: Per Rud
| 1  | TM | Susanne Graversen       | 8 tháng 11, 1984 (17 tuổi)  | Fortuna Hjørring    |  |  |
| 18 | TM | Sarah Andersen          | 13 tháng 8, 1983 (19 tuổi)  | Vojens              |  |  |
|    |    |                         |                             |                     |  |  |
| 2  | HV | Louise Pedersen         | 26 tháng 2, 1984 (18 tuổi)  | Vejle               |  |  |
| 3  | HV | Ellen Larsen            | 23 tháng 6, 1983 (19 tuổi)  | Viborg              |  |  |
| 4  | HV | Kristina Boldt          | 5 tháng 9, 1983 (18 tuổi)   | Louisiana–Lafayette |  |  |
| 5  | HV | Camilla Mogensen        | 3 tháng 9, 1983 (18 tuổi)   | Odense BK           |  |  |
| 6  | HV | Trin Boman Jensen       | 29 tháng 1, 1984 (18 tuổi)  | B1921               |  |  |
| 14 | HV | Malene Olsen            | 2 tháng 2, 1983 (19 tuổi)   | Brøndby             |  |  |
|    |    |                         |                             |                     |  |  |
| 7  | TV | Ditte Larsen (c)        | 24 tháng 4, 1983 (19 tuổi)  | Brøndby             |  |  |
| 8  | TV | Mariann Gajhede Knudsen | 16 tháng 11, 1984 (17 tuổi) | Fortuna Hjørring    |  |  |
| 10 | TV | Cecilie Pedersen        | 19 tháng 3, 1983 (19 tuổi)  | Brøndby             |  |  |
| 13 | TV | Johanna Rasmussen       | 2 tháng 7, 1983 (19 tuổi)   | B1921               |  |  |
| 15 | TV | Maria Juuljensen        | 4 tháng 2, 1984 (18 tuổi)   | Odense BK           |  |  |
| 16 | TV | Pernille Jorgensen      | 14 tháng 7, 1984 (18 tuổi)  | Thisted FC          |  |  |
|    |    |                         |                             |                     |  |  |
| 9  | TĐ | Sandra Jensen           | 19 tháng 11, 1985 (16 tuổi) | Varde               |  |  |
| 11 | TĐ | Dorte Petersen          | 22 tháng 2, 1983 (19 tuổi)  | B1921               |  |  |
| 12 | TĐ | Cecilie Frandsen        | 10 tháng 11, 1984 (17 tuổi) | Brøndby             |  |  |
| 17 | TĐ | Marie Herping           | 18 tháng 3, 1984 (18 tuổi)  | Odense BK           |  |  |

### Nhật Bản
Huấn luyện viên: Ikeda Shinobu
| 1  | TM | Tomomi Akiyama    | 19 tháng 2, 1983 (19 tuổi)  | Tasaki Perule                       |  |  |
| 18 | TM | Miho Fukumoto     | 2 tháng 10, 1983 (18 tuổi)  | Okayama Yunogo Belle                |  |  |
| 21 | TM | Miku Matsubayashi | 27 tháng 5, 1984 (18 tuổi)  | Nichidai Tsurugaoka                 |  |  |
|    |    |                   |                             |                                     |  |  |
| 3  | HV | Reiko Tatsumi     | 29 tháng 6, 1984 (18 tuổi)  | Kamimura Gakuen                     |  |  |
| 4  | HV | Yuka Miyazaki (C) | 13 tháng 10, 1983 (18 tuổi) | Kunoichi                            |  |  |
| 12 | HV | Eri Momotake      | 2 tháng 7, 1983 (19 tuổi)   | Đại học Kanagawa                    |  |  |
| 14 | HV | Akiko Niwata      | 12 tháng 9, 1984 (17 tuổi)  | Speranza                            |  |  |
| 15 | HV | Ai Sato           | 10 tháng 4, 1984 (18 tuổi)  | Tokiwagi Gakuen                     |  |  |
| 16 | HV | Sayaka Yamazaki   | 22 tháng 1, 1985 (17 tuổi)  | Kodaira                             |  |  |
| 17 | HV | Kaori Kasai       | 28 tháng 7, 1985 (17 tuổi)  | Utsunomiya                          |  |  |
|    |    |                   |                             |                                     |  |  |
| 2  | TV | Maiko Nasu        | 31 tháng 7, 1984 (18 tuổi)  | Kunoichi                            |  |  |
| 5  | TV | Kana Watanabe     | 28 tháng 7, 1984 (18 tuổi)  | Seiwa Gakuen                        |  |  |
| 6  | TV | Yu Hayasaka       | 15 tháng 2, 1984 (18 tuổi)  | Tasaki Perule                       |  |  |
| 7  | TV | Akiko Sudo        | 7 tháng 4, 1984 (18 tuổi)   | NTV Beleza                          |  |  |
|    |    |                   |                             |                                     |  |  |
| 8  | TĐ | Yukari Kinga      | 2 tháng 5, 1984 (18 tuổi)   | Shonan Gakuen                       |  |  |
| 9  | TĐ | Shinobu Ohno      | 23 tháng 1, 1984 (18 tuổi)  | NTV Beleza                          |  |  |
| 10 | TĐ | Kanako Ito        | 20 tháng 7, 1983 (19 tuổi)  | NTV Beleza                          |  |  |
| 11 | TĐ | Ayako Kitamoto    | 22 tháng 6, 1983 (19 tuổi)  | Cao đẳng Giáo dục thể chất Nữ Tokyo |  |  |
| 13 | TĐ | Karina Maruyama   | 26 tháng 3, 1983 (19 tuổi)  | Đại học Khoa học thể thao Nippon    |  |  |
| 19 | TĐ | Chihiro Watanabe  | 11 tháng 12, 1983 (18 tuổi) | Tasaki Perule                       |  |  |

### Nigeria
Huấn luyện viên: Effiom Ntiero
| 1  | TM | Francisca Agbara           | 4 tháng 6, 1986 (16 tuổi)   | Police Machine  |  |  |
| 18 | TM | Elizabeth Johnson          | 17 tháng 9, 1984 (17 tuổi)  | Delta Queens    |  |  |
|    |    |                            |                             |                 |  |  |
| 2  | HV | Adeola Aminu               | 6 tháng 8, 1986 (16 tuổi)   | Delta Queens    |  |  |
| 3  | HV | Ayisat Yusuf               | 6 tháng 3, 1985 (17 tuổi)   | Capital Queens  |  |  |
| 4  | HV | Omon Ighodaro              | 1 tháng 3, 1986 (16 tuổi)   | FCT Queens      |  |  |
| 5  | HV | Akudo Sabi                 | 17 tháng 11, 1986 (15 tuổi) | Delta Queens    |  |  |
| 6  | HV | Lilian Cole                | 1 tháng 8, 1985 (17 tuổi)   | Inneh Queens    |  |  |
|    |    |                            |                             |                 |  |  |
| 7  | TV | Maranda Odigilia           | 10 tháng 5, 1986 (16 tuổi)  | FCT Queens      |  |  |
| 8  | TV | Edith Eduviere             | 18 tháng 8, 1986 (15 tuổi)  | Inneh Queens    |  |  |
| 9  | TV | Titilayo Mekuleyi          | 14 tháng 7, 1986 (16 tuổi)  | Capital Queens  |  |  |
| 13 | TV | Victoria Nweze             | 6 tháng 6, 1985 (17 tuổi)   | Delta Queens    |  |  |
| 14 | TV | Thessy Nkereuwem           | 10 tháng 10, 1983 (18 tuổi) | Delta Queens    |  |  |
| 16 | TV | Akudo Iwuagwu              | 13 tháng 10, 1986 (15 tuổi) | Delta Queens    |  |  |
|    |    |                            |                             |                 |  |  |
| 10 | TĐ | Ifeoma Obidigwe            | 20 tháng 11, 1984 (17 tuổi) | Delta Queens    |  |  |
| 11 | TĐ | Olushola Oyewusi           | 30 tháng 3, 1985 (17 tuổi)  | Inneh Queens    |  |  |
| 12 | TĐ | Cynthia Uwak               | 15 tháng 7, 1986 (16 tuổi)  | Sunshine Queens |  |  |
| 15 | TĐ | Nkese Udoh                 | 10 tháng 9, 1986 (15 tuổi)  | Inneh Queens    |  |  |
| 17 | TĐ | Ifeanyichukwu Chiejine (c) | 17 tháng 5, 1983 (19 tuổi)  | FCT Queens      |  |  |

## Bảng B

### Brasil
Huấn luyện viên: Paulo Gonçalves
| 1  | TM | Giselle         | 20 tháng 11, 1983 (18 tuổi) | Juventus      |  |  |
| 18 | TM | Fernanda        | 11 tháng 2, 1984 (18 tuổi)  | Internacional |  |  |
|    |    |                 |                             |               |  |  |
| 2  | HV | Janaina         | 4 tháng 9, 1984 (17 tuổi)   | Novo Mundo    |  |  |
| 3  | HV | Angélica        | 22 tháng 12, 1984 (17 tuổi) | Guarani       |  |  |
| 4  | HV | Bagé            | 15 tháng 4, 1983 (19 tuổi)  | Grêmio        |  |  |
| 6  | HV | Lidiane         | 18 tháng 12, 1984 (17 tuổi) | Grêmio        |  |  |
| 14 | HV | Renata Diniz    | 1 tháng 11, 1985 (16 tuổi)  | Juventus      |  |  |
| 15 | HV | Michele         | 10 tháng 6, 1984 (18 tuổi)  | Palmeiras     |  |  |
|    |    |                 |                             |               |  |  |
| 5  | TV | Daniela (C)     | 12 tháng 1, 1984 (18 tuổi)  | Không có      |  |  |
| 7  | TV | Ariana          | 28 tháng 11, 1983 (18 tuổi) | Palmeiras     |  |  |
| 8  | TV | Renata Costa    | 8 tháng 7, 1986 (16 tuổi)   | Maringá       |  |  |
| 10 | TV | Marta           | 19 tháng 2, 1986 (16 tuổi)  | Vasco da Gama |  |  |
| 16 | TV | Ludimila        | 6 tháng 4, 1983 (19 tuổi)   | Diamantino    |  |  |
|    |    |                 |                             |               |  |  |
| 9  | TĐ | Kelly           | 8 tháng 5, 1985 (17 tuổi)   | Vasco da Gama |  |  |
| 11 | TĐ | Cristiane       | 15 tháng 5, 1985 (17 tuổi)  | Juventus      |  |  |
| 12 | TĐ | Fernanda Hemann | 20 tháng 1, 1983 (19 tuổi)  | GRESFI        |  |  |
| 13 | TĐ | Tatiana         | 18 tháng 3, 1985 (17 tuổi)  | Comercial     |  |  |
| 17 | TĐ | Maurine         | 14 tháng 1, 1986 (16 tuổi)  | Grêmio        |  |  |

### Pháp
Huấn luyện viên: Bruno Bini
| 0#0 | Vị trí | Cầu thủ                | Ngày sinh và tuổi           | Câu lạc bộ         |
| --- | ------ | ---------------------- | --------------------------- | ------------------ |
| 1   | TM     | Bérangère Sapowicz     | 6 tháng 2, 1983 (19 tuổi)   | Évreux FC 27       |
| 2   | TV     | Anne-Laure Casseleux   | 13 tháng 1, 1984 (18 tuổi)  | CNFE               |
| 3   | HV     | Laura Georges          | 20 tháng 8, 1984 (17 tuổi)  | CNFE               |
| 4   | TV     | Zoe Avner              | 18 tháng 7, 1983 (19 tuổi)  | FCF Juvisy         |
| 5   | HV     | Adeline Boyer          | 1 tháng 4, 1984 (18 tuổi)   | Toulouse FC        |
| 6   | TV     | Camille Abily          | 5 tháng 12, 1984 (17 tuổi)  | CNFE               |
| 7   | TĐ     | Élodie Ramos           | 13 tháng 3, 1983 (19 tuổi)  | Montpellier HSC    |
| 8   | HV     | Ophélie Meilleroux (c) | 18 tháng 1, 1984 (18 tuổi)  | CNFE               |
| 9   | TĐ     | Sandrine Rouquet       | 13 tháng 5, 1983 (19 tuổi)  | Toulouse FC        |
| 10  | TĐ     | Lilas Traïkia          | 6 tháng 8, 1985 (17 tuổi)   | Toulouse FC        |
| 11  | TV     | Ludivine Diguelman     | 15 tháng 4, 1984 (18 tuổi)  | CNFE               |
| 12  | TV     | Amélie Coquet          | 31 tháng 12, 1984 (17 tuổi) | FCF Hénin-Beaumont |
| 13  | HV     | Marie Claude Herlem    | 12 tháng 3, 1984 (18 tuổi)  | CNFE               |
| 14  | TĐ     | Claire Morel           | 14 tháng 2, 1984 (18 tuổi)  | CNFE               |
| 15  | HV     | Faustine Roux          | 24 tháng 3, 1984 (18 tuổi)  | CNFE               |
| 16  | TV     | Corinne Petit          | 5 tháng 10, 1983 (18 tuổi)  | ASJ Soyaux         |
| 17  | HV     | Sandrine Dusang        | 23 tháng 3, 1984 (18 tuổi)  | CNFE               |
| 18  | TM     | Geraldine Marty        | 3 tháng 5, 1983 (19 tuổi)   | Toulouse FC        |

### Đức
Huấn luyện viên: Silvia Neid & Tina Theune
| 0#0 | Vị trí | Cầu thủ                | Ngày sinh và tuổi           | Câu lạc bộ             |
| --- | ------ | ---------------------- | --------------------------- | ---------------------- |
| 1   | TM     | Miriam Elling          | 18 tháng 8, 1984 (17 tuổi)  | FFC Heike Rheine       |
| 2   | HV     | Alexandra Stegmann     | 17 tháng 10, 1983 (18 tuổi) | SC Freiburg            |
| 3   | TV     | Linda Bresonik         | 7 tháng 12, 1983 (18 tuổi)  | FCR 2001 Duisburg      |
| 4   | HV     | Susanne Kasperczyk     | 1 tháng 8, 1985 (17 tuổi)   | FC Teutonia Weiden     |
| 5   | HV     | Sarah Günther          | 25 tháng 1, 1983 (19 tuổi)  | ATS Buntentor          |
| 6   | TV     | Viola Odebrecht        | 11 tháng 2, 1983 (19 tuổi)  | 1. FFC Turbine Potsdam |
| 7   | TV     | Annelie Brendel        | 24 tháng 9, 1983 (18 tuổi)  | 1. FFC Turbine Potsdam |
| 8   | TV     | Anne-Kathrin Sabel (c) | 30 tháng 6, 1983 (19 tuổi)  | FSV Frankfurt          |
| 9   | TĐ     | Anja Mittag            | 16 tháng 5, 1985 (17 tuổi)  | 1. FFC Turbine Potsdam |
| 10  | TĐ     | Barbara Müller         | 3 tháng 3, 1983 (19 tuổi)   | FSC Mönchengladbach    |
| 11  | TV     | Isabell Bachor         | 10 tháng 7, 1983 (19 tuổi)  | FSV Frankfurt          |
| 12  | HV     | Jennifer Zietz         | 14 tháng 9, 1983 (18 tuổi)  | 1. FFC Turbine Potsdam |
| 13  | TV     | Kerstin Boschert       | 20 tháng 8, 1983 (18 tuổi)  | SC Freiburg            |
| 14  | TV     | Andrea Richter         | 8 tháng 5, 1984 (18 tuổi)   | SV Hastenbeck          |
| 15  | HV     | Christina Krueger      | 29 tháng 11, 1984 (17 tuổi) | FC Gütersloh 2000      |
| 16  | TĐ     | Patrczia Barucha       | 7 tháng 4, 1983 (19 tuổi)   | 1. FFC Frankfurt       |
| 17  | TV     | Karolin Thomas         | 3 tháng 4, 1985 (17 tuổi)   | Tennis Borussia Berlin |
| 18  | TM     | Nadine Richter         | 24 tháng 7, 1984 (18 tuổi)  | FFC Heike Rheine       |

### México
Huấn luyện viên: Leonardo Cuéllar
| 0#0 | Vị trí | Cầu thủ                 | Ngày sinh và tuổi           | Câu lạc bộ                |
| --- | ------ | ----------------------- | --------------------------- | ------------------------- |
| 1   | TM     | Anjuli Ladron           | 7 tháng 10, 1986 (15 tuổi)  | Jalisco                   |
| 2   | HV     | Laura Carina Maravillas | 22 tháng 6, 1983 (19 tuổi)  | Palomas                   |
| 3   | HV     | Michell Rico            | 30 tháng 3, 1983 (19 tuổi)  | Laguna                    |
| 4   | HV     | Jessica Romero          | 16 tháng 11, 1984 (17 tuổi) | Bonita Rebel              |
| 5   | HV     | María de Jesús Castillo | 6 tháng 7, 1983 (19 tuổi)   | Palomas                   |
| 6   | HV     | Janeth Siordia          | 21 tháng 10, 1984 (17 tuổi) | Coritas                   |
| 7   | TV     | Dioselina Valderrama    | 28 tháng 4, 1984 (18 tuổi)  | Bonita Rebel              |
| 8   | TV     | Mónica Vergara (c)      | 2 tháng 5, 1983 (19 tuổi)   | Andreas Soccer            |
| 9   | TĐ     | Guadalupe Worbis        | 12 tháng 12, 1983 (18 tuổi) | Rogers                    |
| 10  | TV     | Yanet Antunez           | 22 tháng 8, 1984 (17 tuổi)  | Southern California Blues |
| 11  | HV     | Luz Saucedo             | 14 tháng 12, 1983 (18 tuổi) | Copa Dusa                 |
| 12  | HV     | Marlene Sandoval        | 18 tháng 1, 1984 (18 tuổi)  | Infinity                  |
| 13  | HV     | Nancy Perez             | 18 tháng 3, 1984 (18 tuổi)  | Copa Dusa                 |
| 14  | TV     | Sulim Quinarez          | 18 tháng 3, 1984 (18 tuổi)  | Jalisco                   |
| 15  | TĐ     | Lisette Martinez        | 6 tháng 7, 1984 (18 tuổi)   | Bonita Rebel              |
| 16  | TĐ     | Carmenita Padilla       | 2 tháng 5, 1985 (17 tuổi)   | Juventus Exiles           |
| 17  | TĐ     | Jessica Padron          | 3 tháng 1, 1984 (18 tuổi)   | Guadalajara               |
| 18  | TM     | Pamela Tajonar          | 2 tháng 12, 1984 (17 tuổi)  | Alianza                   |

## Bảng C

### Úc
Huấn luyện viên: Mike Mulvey
| 0#0 | Vị trí | Cầu thủ           | Ngày sinh và tuổi           | Câu lạc bộ         |
| --- | ------ | ----------------- | --------------------------- | ------------------ |
| 1   | TM     | Lisa Hartley      | 6 tháng 10, 1984 (17 tuổi)  | Canberra Eclipse   |
| 2   | HV     | Kate McShea (c)   | 13 tháng 4, 1983 (19 tuổi)  | Queensland Sting   |
| 3   | HV     | Thea Slatyer      | 2 tháng 2, 1983 (19 tuổi)   | NSW Sapphires      |
| 4   | TV     | Emma Davison      | 4 tháng 5, 1985 (17 tuổi)   | NSW Sapphires      |
| 5   | HV     | Karla Reuter      | 14 tháng 6, 1984 (18 tuổi)  | Queensland Sting   |
| 6   | TV     | Stacey Stocco     | 3 tháng 4, 1984 (18 tuổi)   | Adelaide Sensation |
| 7   | TV     | Lana Harch        | 23 tháng 11, 1984 (17 tuổi) | Queensland Sting   |
| 8   | TĐ     | Amber Neilson     | 14 tháng 12, 1984 (17 tuổi) | Northern NSW Pride |
| 9   | TĐ     | Kate Gill         | 10 tháng 12, 1984 (17 tuổi) | Northern NSW Pride |
| 10  | TV     | Caitlin Munoz     | 4 tháng 10, 1983 (18 tuổi)  | Canberra Eclipse   |
| 11  | TV     | Elissia Canham    | 29 tháng 4, 1985 (17 tuổi)  | Queensland Sting   |
| 12  | HV     | Rose Dunne        | 2 tháng 9, 1983 (18 tuổi)   | Northern NSW Pride |
| 13  | TV     | Catherine Cannuli | 3 tháng 3, 1986 (16 tuổi)   | NSW Sapphires      |
| 14  | TĐ     | Hayley Crawford   | 27 tháng 3, 1984 (18 tuổi)  | Northern NSW Pride |
| 15  | TĐ     | Selin Kuralay     | 25 tháng 1, 1985 (17 tuổi)  | Victoria Vision    |
| 16  | HV     | Lorissa Stevens   | 8 tháng 4, 1985 (17 tuổi)   | Northern NSW Pride |
| 17  | TĐ     | Jessica Mitchell  | 29 tháng 5, 1983 (19 tuổi)  | Queensland Sting   |
| 18  | TM     | Luisa Marzotto    | 17 tháng 3, 1984 (18 tuổi)  | Canberra Eclipse   |

### Anh
Huấn luyện viên: Mo Marley
| 1  | TM | Toni-Anne Wayne      | 8 tháng 5, 1983 (19 tuổi)   | Southampton             |  |  |
| 18 | TM | Rachelle Houldsworth | 18 tháng 6, 1984 (18 tuổi)  | Sheffield Wednesday     |  |  |
|    |    |                      |                             |                         |  |  |
| 2  | HV | Leanne Champ         | 10 tháng 8, 1983 (19 tuổi)  | Arsenal                 |  |  |
| 3  | HV | Corinne Yorston      | 15 tháng 6, 1983 (19 tuổi)  | Southampton             |  |  |
| 5  | HV | Jess Wright (C)      | 11 tháng 9, 1983 (18 tuổi)  | Berkhamsted Town        |  |  |
| 6  | HV | Laura Bassett        | 2 tháng 8, 1983 (19 tuổi)   | Birmingham City         |  |  |
| 15 | HV | Shelly Cox           | 16 tháng 5, 1984 (18 tuổi)  | Southampton             |  |  |
|    |    |                      |                             |                         |  |  |
| 4  | TV | Fara Williams        | 25 tháng 1, 1984 (18 tuổi)  | Charlton Athletic       |  |  |
| 8  | TV | Kelly McDougall      | 22 tháng 1, 1984 (18 tuổi)  | Everton                 |  |  |
| 11 | TV | Michelle Hickmott    | 20 tháng 2, 1985 (17 tuổi)  | Birmingham City         |  |  |
| 12 | TV | Emily Westwood       | 5 tháng 4, 1984 (18 tuổi)   | Wolverhampton Wanderers |  |  |
| 13 | TV | Anita Asante         | 27 tháng 4, 1985 (17 tuổi)  | Arsenal                 |  |  |
| 17 | TV | Sheuneen Ta          | 21 tháng 7, 1985 (17 tuổi)  | Arsenal                 |  |  |
|    |    |                      |                             |                         |  |  |
| 7  | TĐ | Alex Scott           | 14 tháng 10, 1984 (17 tuổi) | Arsenal                 |  |  |
| 9  | TĐ | Katy Ward            | 5 tháng 1, 1985 (17 tuổi)   | Birmingham City         |  |  |
| 10 | TĐ | Ellen Maggs          | 16 tháng 2, 1983 (19 tuổi)  | Arsenal                 |  |  |
| 14 | TĐ | Faye Dunn            | 8 tháng 10, 1983 (18 tuổi)  | Tranmere Rovers         |  |  |
| 16 | TĐ | Kim Holden           | 27 tháng 9, 1985 (16 tuổi)  | Tranmere Rovers         |  |  |

### Đài Bắc Trung Hoa
Huấn luyện viên: Trương Diệu Xuyên 張耀川
| 1  | TM | Hoàng Phượng Thu 黃鳳秋 | 20 tháng 9, 1983 (18 tuổi)  | Không có |  |  |
| 18 | TM | Trần Huệ San 陳惠珊     | 18 tháng 3, 1985 (17 tuổi)  | Không có |  |  |
|    |    |                         |                             |          |  |  |
| 2  | HV | Dư Bội Văn 余佩雯(c)    | 1 tháng 6, 1983 (19 tuổi)   | Không có |  |  |
| 3  | HV | Pan Pei Chen            | 10 tháng 3, 1983 (19 tuổi)  | Không có |  |  |
| 4  | HV | Lee Hsueh Hua           | 17 tháng 1, 1984 (18 tuổi)  | Không có |  |  |
| 5  | HV | Ngô Hân Dung 吳欣容     | 4 tháng 7, 1985 (17 tuổi)   | Không có |  |  |
| 10 | HV | Hứa Ỷ Linh 許綺玲       | 21 tháng 1, 1984 (18 tuổi)  | Không có |  |  |
| 15 | HV | Lin Ya Shu              | 24 tháng 12, 1984 (17 tuổi) | Không có |  |  |
| 16 | HV | Wang Yu Ting            | 9 tháng 2, 1985 (17 tuổi)   | Không có |  |  |
|    |    |                         |                             |          |  |  |
| 6  | TV | Trương Hội Chi 張薈芝   | 18 tháng 4, 1983 (19 tuổi)  | Không có |  |  |
| 8  | TV | Lam Mỹ Phần 藍美芬      | 25 tháng 9, 1983 (18 tuổi)  | Không có |  |  |
| 11 | TV | Lư Yến Linh 盧燕鈴      | 15 tháng 1, 1985 (17 tuổi)  | Không có |  |  |
| 13 | TV | Thái Lê Chân 蔡莉真     | 14 tháng 10, 1983 (18 tuổi) | Không có |  |  |
| 14 | TV | Lâm Giai Phượng 林佳鳳  | 17 tháng 10, 1983 (18 tuổi) | Không có |  |  |
| 17 | TV | Lu Hui Mei              | 27 tháng 9, 1984 (17 tuổi)  | Không có |  |  |
|    |    |                         |                             |          |  |  |
| 7  | TĐ | Trịnh Dụ Hinh 鄭喻馨    | 27 tháng 7, 1983 (19 tuổi)  | Không có |  |  |
| 9  | TĐ | Tăng Thục Nga           | 6 tháng 9, 1984 (17 tuổi)   | Không có |  |  |
| 12 | TĐ | Thái Hân Vân 蔡欣云     | 24 tháng 6, 1984 (18 tuổi)  | Không có |  |  |

### Hoa Kỳ
Huấn luyện viên: Tracey Leone
| 1  | TM | Megan Rivera        | 7 tháng 2, 1983 (19 tuổi)   | Auburn         |  |  |
| 18 | TM | Ashlyn Harris       | 19 tháng 10, 1985 (16 tuổi) | North Carolina |  |  |
|    |    |                     |                             |                |  |  |
| 2  | HV | Rachel Buehler      | 26 tháng 8, 1985 (16 tuổi)  | Stanford       |  |  |
| 3  | HV | Jessica Ballweg     | 10 tháng 3, 1983 (19 tuổi)  | Santa Clara    |  |  |
| 6  | HV | Amy Steadman        | 8 tháng 9, 1984 (17 tuổi)   | North Carolina |  |  |
| 8  | HV | Kendall Fletcher    | 6 tháng 11, 1984 (17 tuổi)  | North Carolina |  |  |
| 10 | HV | Leslie Osborne      | 27 tháng 5, 1983 (19 tuổi)  | Santa Clara    |  |  |
| 11 | HV | Keeley Dowling      | 17 tháng 2, 1983 (19 tuổi)  | Tennessee      |  |  |
| 19 | HV | Stephanie Ebner     | 5 tháng 2, 1984 (18 tuổi)   | Arizona State  |  |  |
|    |    |                     |                             |                |  |  |
| 4  | TV | Jill Oakes          | 18 tháng 7, 1984 (18 tuổi)  | UCLA           |  |  |
| 7  | TV | Lori Chalupny       | 29 tháng 1, 1984 (18 tuổi)  | North Carolina |  |  |
| 13 | TV | Manya Makoski       | 18 tháng 4, 1984 (18 tuổi)  | Arizona State  |  |  |
| 14 | TV | Sarah Huffman       | 5 tháng 3, 1984 (18 tuổi)   | Virginia       |  |  |
|    |    |                     |                             |                |  |  |
| 5  | TĐ | Kerri Hanks         | 2 tháng 9, 1985 (16 tuổi)   | Notre Dame     |  |  |
| 9  | TĐ | Heather O'Reilly    | 2 tháng 1, 1985 (17 tuổi)   | North Carolina |  |  |
| 12 | TĐ | Angela Woznuk       | 29 tháng 3, 1985 (17 tuổi)  | Portland       |  |  |
| 15 | TĐ | Lindsay Tarpley (C) | 22 tháng 9, 1983 (18 tuổi)  | North Carolina |  |  |
| 16 | TĐ | Kelly Wilson        | 19 tháng 2, 1983 (19 tuổi)  | Texas          |  |  |
| 17 | TĐ | Megan Kakadelas     | 26 tháng 7, 1983 (19 tuổi)  | Santa Clara    |  |  |